# Mauricio Martínez (Leichtathlet)
Mauricio Martínez (* 1. September 1998) ist ein chilenischer Leichtathlet, der sich auf den Sprint spezialisiert hat.

## Sportliche Laufbahn
Erste Erfahrungen bei internationalen Meisterschaften sammelte Mauricio Martínez im Jahr 2025, als er bei den Südamerikameisterschaften in Mar del Plata mit der chilenischen 4-mal-100-Meter-Staffel in 41,21 s den sechsten Platz belegte.
2020 wurde Martínez chilenischer Meister im 100-Meter-Lauf.

## Persönliche Bestzeiten
- 100 Meter: 10,58 s (+1,7 m/s), 22. März 2025 in Santiago de Chile